# Campaña de los U-Boote
La Campaña de los U-Boote fue una campaña naval en el marco de la Primera Guerra Mundial desarrollada entre 1914 y 1918. En ella lucharon por el lado de las Potencias Centrales los U-Boote, nombre que recibían los submarinos alemanes, y el resto de la flota de superficie alemana, la Marina Imperial Alemana. Por el lado de la Entente Cordiale destacó la Real Armada Británica. Esta campaña tomó un carácter mundial, desarrollándose por todos los mares del mundo, destacando el Atlántico Norte y el mar Mediterráneo. El objetivo fundamental de ambos combatientes era el bloqueo marítimo a su enemigo y la cancelación de sus rutas comerciales.
El Imperio Alemán recurría a las importaciones para alimentar a su población, así como la producción de alimentos y productos químicos como fertilizantes, mientras el Reino Unido recurría a ellas para la importación de alimentos y materias primas para su industria. Por lo tanto, estas potencias trataron de bloquearse entre sí. Los británicos eran dueños de los mares desde hacía más de un siglo, contando con mayores y mejores navíos de superficie que cualquier otra nación; a esto había que añadirle un vasto imperio colonial que abarcaba una sexta parte de todas las tierras emergidas. Por su parte los alemanes disponían de la Kaiserliche Marine, una moderna y numerosa flota de superficie y un gran número de submarinos (U-Boote).
Durante el desarrollo de la contienda los intentos alemanes por bloquear Gran  Bretaña e Irlanda con sus submarinos fueron en vano, mientras el Imperio Británico sí consiguió mantener un exitoso bloqueo sobre las costas alemanas, contribuyendo de manera decisiva a su derrota militar en 1918. Durante toda la guerra sólo hubo una batalla naval de importancia, la batalla de Jutlandia.

## La campaña inicial (1914)

### Mar del Norte: fase inicial

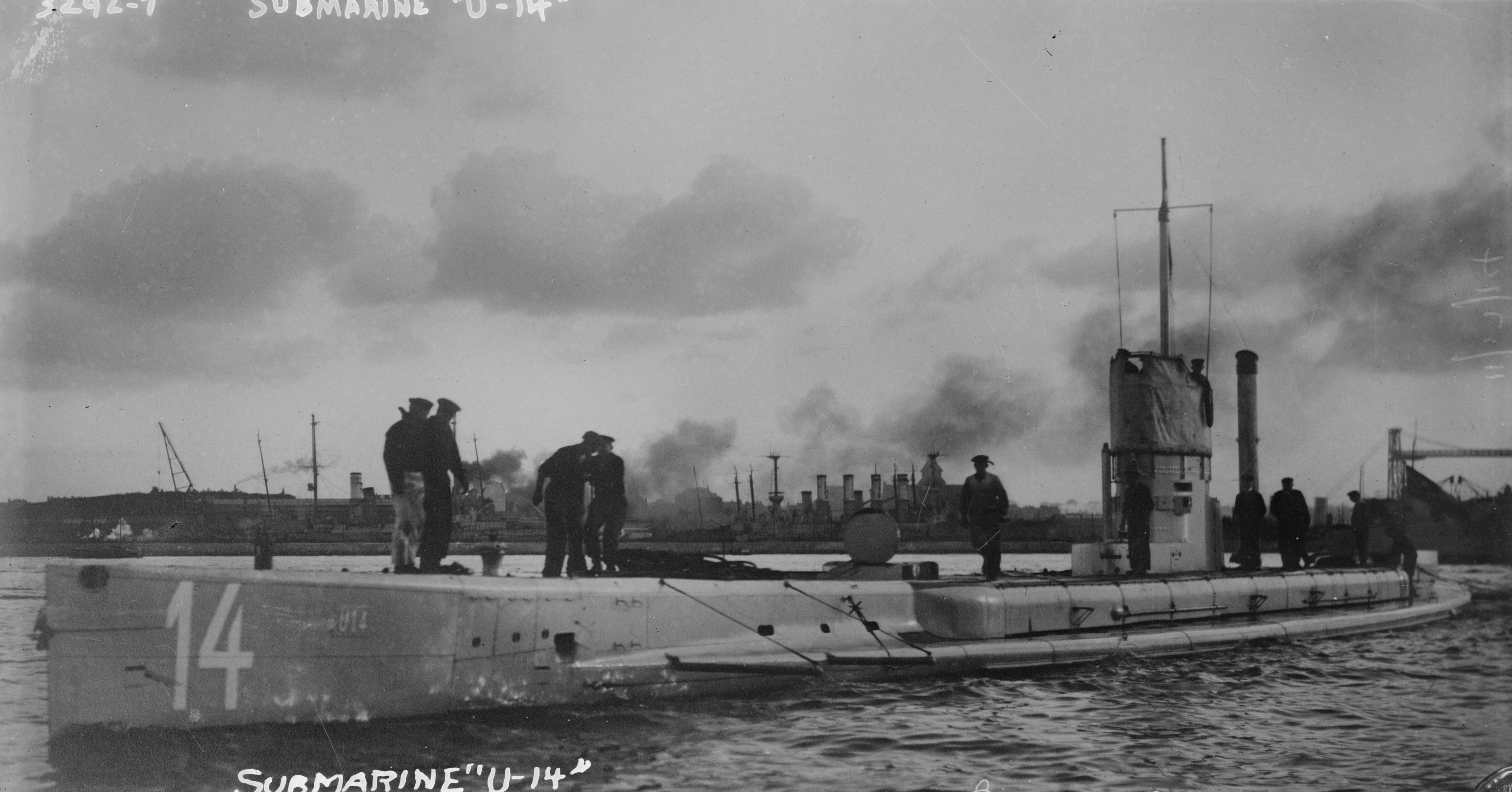
Vista del submarino alemán U-14

En agosto de 1914, una flotilla de diez submarinos zarpó de su base de Heligoland para atacar buques de guerra  de la Real Armada Británica en el Mar del Norte, siendo la primera patrulla submarina de la historia. Su objetivo era hundir los buques insignia de la flota del Reino Unido y reducir así la superioridad numérica que la gran flota británica tenía en comparación con la Flota de Alta Mar alemana.La primera salida no tuvo gran repercusión, pues sólo se llevó a cabo un ataque, cuando el SM U-15 lanzó un torpedo contra el HMS Birmingham que ni siquiera acertó al blanco, mientras que dos de los diez submarinos se perdieron.
Más adelante, los U-Boote alcanzaron el éxito, cuando el SM U-21 hundió el crucero HMS Pathfinder. En septiembre, el SM U-9 hundió a tres cruceros, el HMS Aboukir, el HMS Hogue, y el HMS Cressy, provocando la muerte de 1459 marineros británicos en un solo ataque.
Después, llegaron más éxitos. En octubre el U-9 hundió el crucero HMS Hawke, Y el último día del año el U-24 hundió el acorazado HMS Formidable, un pre-Dreadnought. Al final de la campaña inicial habían sido hundidos nueve buques de guerra, perdiéndose cinco submarinos.

### El mar Mediterráneo: la etapa inicial

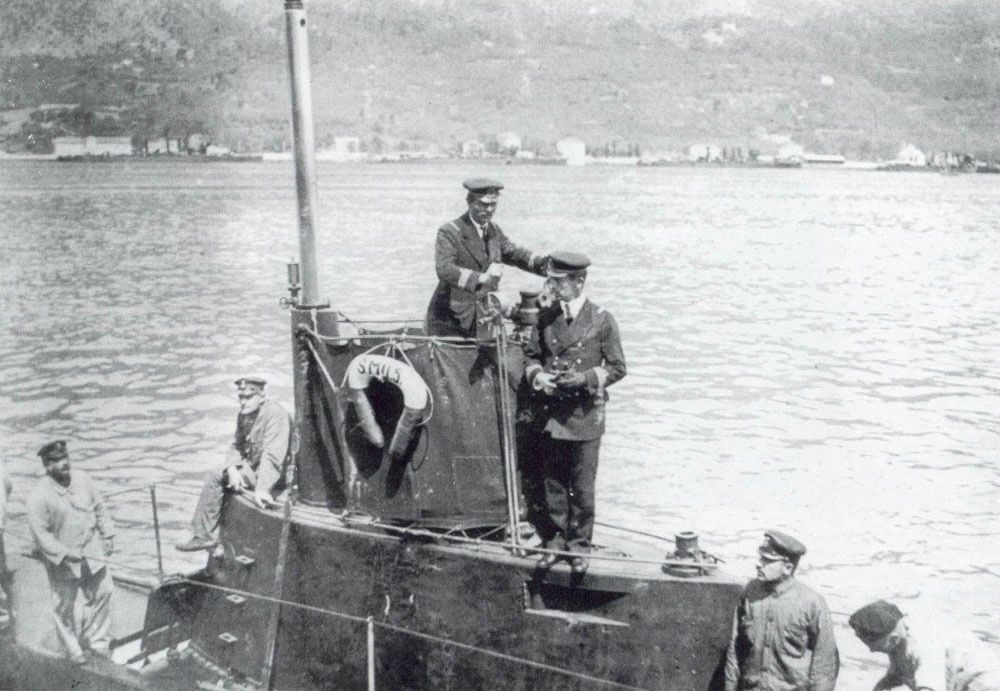
El capitán Georg Ludwig von Trapp junto a su tripulación en su submarino

La fase inicial de la campaña submarina en el Mediterráneo se desarrolló por las acciones de la Marina Austrohúngara (KUK) y la fuerza de submarinos contra los franceses, que estaban bloqueando el estrecho de Otranto. Al comienzo de las hostilidades la marina Austro-Húngara tenía siete submarinos en activo: 5 en activo y 2 de entrenamiento; todos ellos eran de tipo costero, con una autonomía limitada, aptos para su uso en el Adriático. No obstante tuvieron una serie de éxitos. El 21 de diciembre de 1914 el SM U-12 torpedeo al acorazado dreadnought Jean Bart, lo que le hizo retirarse, y el 27 de abril de 1915 el SM U-5 bajo el mando de Georg Ludwig von Trapp hundió al crucero acorazado francés León Gambetta, con una gran pérdida de vidas humanas. Pero los buques de la KuK fueron incapaces de interferir en el tráfico comercial de los aliados en el Mediterráneo más allá del estrecho de Otranto.

### Guerra submarina

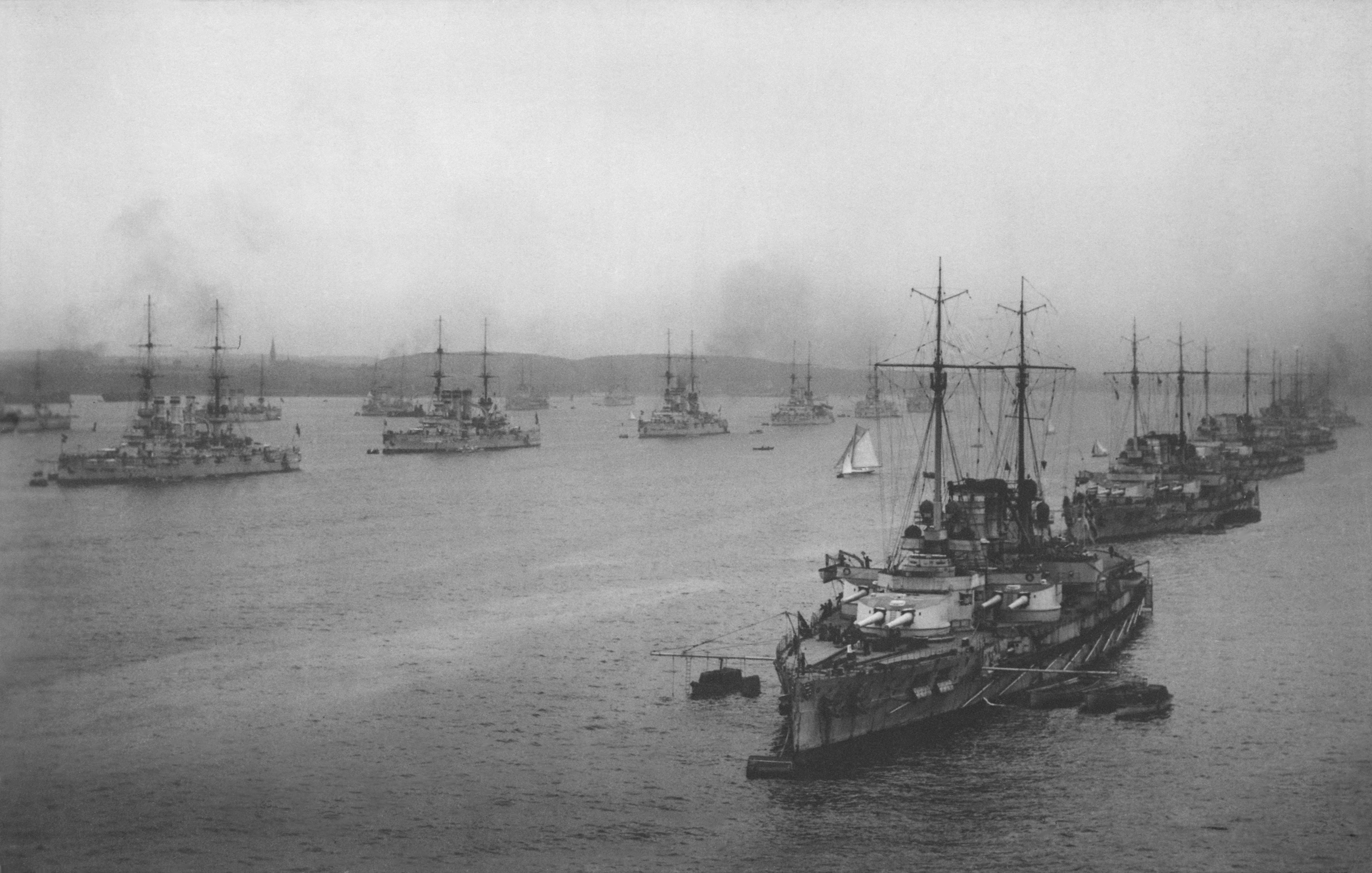
Los Escuadrones I y II de la Flota de Alta Mar en el puerto de Kiel durante la Primera Guerra Mundial

En 1914 la gran ventaja del submarino era su capacidad de sumergirse pues los buques de superficie no tenían medios para detectar un submarino bajo el agua y mucho menos para atacarlo. Incluso aunque pudieran, los submarinos disponían de torpedos, un arma que podía hundir un buque de guerra blindado con un solo disparo. Sus desventajas eran menos evidentes, pero se fueron desvelando durante la campaña. Un submarino sumergido estaba prácticamente ciego e inmóvil; los submarinos de aquella época tenían una velocidad limitada bajo el agua y una baja resistencia por lo que necesitaban estar en posición antes de un ataque. En superficie su velocidad de alrededor de 15 nudos era también menor que la velocidad de crucero de la mayoría de buques de guerra y un tercio menos que la de los acorazados más modernos.
Los U-Boote se anotaron una serie de éxitos impresionantes, y fueron capaces de conducir a la Royal Navy desde su base en busca de un lugar seguro, pero la armada alemana no pudo explotar esta ventaja tanto como se pudiera esperar. Además, en las dos acciones principales de superficie de este período, el submarino no pudo tener ningún efecto y la Flota de Alta Mar fue incapaz de mandar a la Royal Navy a una trampa submarina. Aunque los buques de guerra viajaban a baja velocidad las maniobras en zigzag impedían a los submarinos montar un ataque exitoso contra un buque de guerra que viajara de esta manera.

### Los ataques a buques mercantes
Los primeros ataques a los buques mercantes se habían iniciado en octubre de 1914. En ese momento no existía un plan para una ofensiva submarina contra el comercio de los Aliados. Se reconoció que el submarino tenía varios inconvenientes para poder constituir un arma eficaz contra el comercio, uno de los mayores inconvenientes que se presentaban era el rechazo de los países neutrales a estos ataques. En los seis primeros meses de guerra los submarinos habían hundido 19 barcos, un total de 43 000 toneladas de registro bruto.

## Guerra contra el comercio (1915)

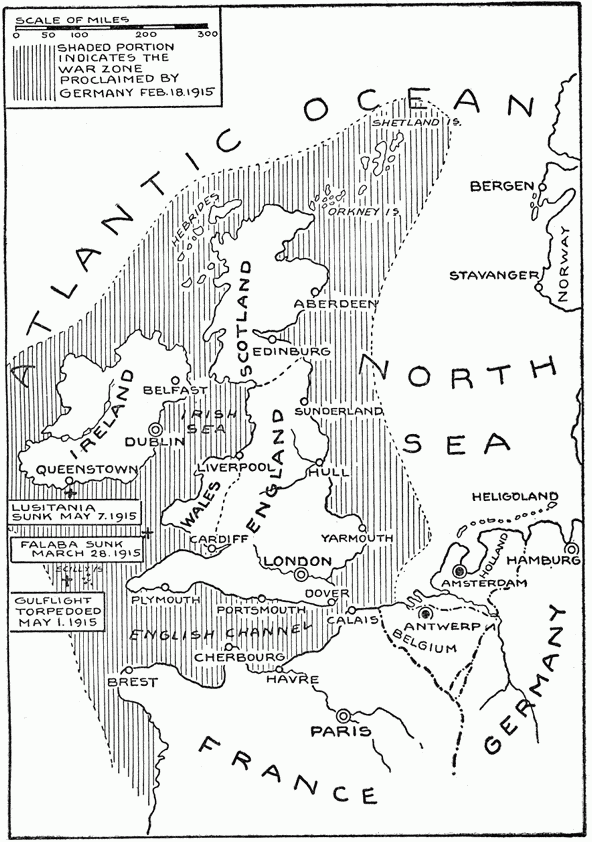
Mapa con los límites de la zona de guerra fijada por Alemania en 1915

### La guerra submarina sin restricciones
A principios de 1915, todos los combatientes habían perdido la ilusión de que la guerra podía ser ganada rápidamente y empezaron a considerar medidas más duras con el fin de obtener ventaja sobre el adversario.
Los británicos, con su poder abrumador en el mar, habían establecido un bloqueo naval a Alemania inmediatamente después de estallar la guerra en agosto de 1914. A principios de noviembre de 1914 se declaró que el Mar del Norte era una zona de guerra, por lo tanto un buque que se adentrara lo hacía bajo su propio riesgo. El bloqueo fue inusualmente restrictivo ya que incluso los productos alimenticios eran considerados como contrabando de guerra. Los alemanes lo consideraron como un flagrante intento de matar de hambre al pueblo alemán para conseguir su sumisión y quiso tomar represalias con el intento de bloqueo de las costas británicas.
Alemania no podía vencer con su flota a la potente flota británica así que se pensó que la única manera posible de vencer al Reino Unido de Gran Bretaña e Irlanda sería imponer un bloqueo a través de los submarinos. El canciller alemán Theobald von Bethmann Hollweg pensó que este bloqueo submarino, basado en disparar sin previo aviso, podría enfadar a Estados Unidos y al resto de países neutrales. Sin embargo fue incapaz de contener las presiones para tomar tal medida.
En respuesta a la declaración británica en noviembre de 1914 de que todo el Mar del Norte era una zona de guerra, el 4 de febrero de 1915 el almirante Hugo von Pohl, comandante de la Flota de Alta Mar alemana publicó un aviso en el Deutscher Reichsanzeiger (Gaceta Imperial Alemana):
- Las aguas alrededor de Gran Bretaña e Irlanda, incluyendo la totalidad del Canal de la Mancha se declaran como una zona de guerra. Del 18 de febrero en adelante todos los buques mercantes enemigos que se encuentren en esta zona serán destruidos sin distinciones de la bandera que porte o sus pasajeros.
- Los buques neutrales también corren un serio riesgo en esta zona ahora en guerra porque de cara a los peligros de la guerra en el mar y la autorización británica del 31 de enero del uso de buques neutrales, no siempre es posible prevenir ataques contra las naves enemigas.[9]

Con el tiempo, estas medidas harían que naciones no europeas como Brasil o Estados Unidos entraran en la guerra.
La fuerza alemana submarina estaba principalmente fondeada en Ostende, Bélgica, dando a los submarinos un mejor acceso a las rutas marítimas alrededor de Inglaterra. Los alemanes hicieron uso de esta ventaja y con 20 submarinos comenzaron el bloqueo naval. En enero, antes de la declaración de guerra submarina sin restricciones, el bloqueo submarino había conseguido hundir 43 550 toneladas de transporte marítimo. El número de hundimientos aumento de forma constante con 168 200 toneladas hundidas en agosto. Atacando sin previo aviso los submarinos alemanes hundieron cerca de 100 000 toneladas por mes, un promedio de casi 2 barcos diarios.
El 10 de abril de 1915 el vapor británico Harpalyce, un barco de socorro con bandera belga y claramente identificado como tal fue torpedeado sin previo aviso por el SM UB-4 cerca del faro North Hinder, en los límites de la franja de mar en guerra declarada por von Pohl. El barco había sido enviado por los Estados Unidos para llevar alimentos a los belgas, que sufrían un severo riesgo de hambruna. Su hundimiento indignó a los ciudadanos estadounidenses, ya enfadados por la muerte de León C. Thrasher (se ahogó cuando el Falaba fue hundido el 28 de marzo de 1915 por el SM U-28).

### RMS Lusitania
El 7 de mayo de 1915 el crucero de pasajeros RMS Lusitania fue torpedeado por el SM U-20 a 8 millas (13 kilómetros) de la Old Head de Kinsale, Irlanda y se hundió en sólo 18 minutos. De las 1959 personas a bordo, 1198 murieron, 128 de ellos ciudadanos de los Estados Unidos.
Tras el incidente el gobierno alemán trató de justificarse con una serie de argumentos, de los que hoy en día aún se discute su veracidad, suscitando una indignación masiva en el Reino Unido y EE.UU al punto de que los británicos consideraron la entrada de Estados Unidos en la guerra. Sin embargo el presidente Woodrow Wilson se negó a tal exageración a pesar de la gran pérdida de vidas humanas causada por el hundimiento del Lusitania.
Cuando Alemania comenzó su campaña submarina contra el Reino Unido, Wilson había advertido de que los EE. UU. considerarían al gobierno alemán estrictamente responsable de cualquier violación del derecho estadounidense. Respaldado por el Departamento de Estado bajo el mando de Robert Lansing, Wilson dejó clara su posición en tres notas al gobierno alemán:  la primera enviada el 13 de mayo, el 9 de junio la segunda y el 21 de julio la tercera.
La primera nota afirmaba el derecho de los estadounidenses a viajar como pasajeros en buques mercantes y llamó a los alemanes a abandonar la guerra submarina contra buques comerciales, independientemente del pabellón que navegara.
En la segunda nota Wilson desestimó los argumentos de Alemania, que esgrimía que el bloqueo británico era ilegal y que el ataque al RMS Lusitania no fue un ataque cruel y mortal contra civiles inocentes sino que se torpedeó porque el RMS Lusitania llevaba munición y armas. William Jennings Bryan consideró la segunda nota de Wilson demasiado provocadora y renunció a protestar.
La tercera nota del el 21 de julio dio un ultimátum en el sentido de que los EE.UU no permitirían más ataques deliberadamente hostiles a sus buques. Mientras que el público estadounidense y el propio país no estaban preparados para la guerra, el camino a una eventual declaración de guerra se había establecido como consecuencia del hundimiento del RMS Lusitania.

### Submarinos minadores

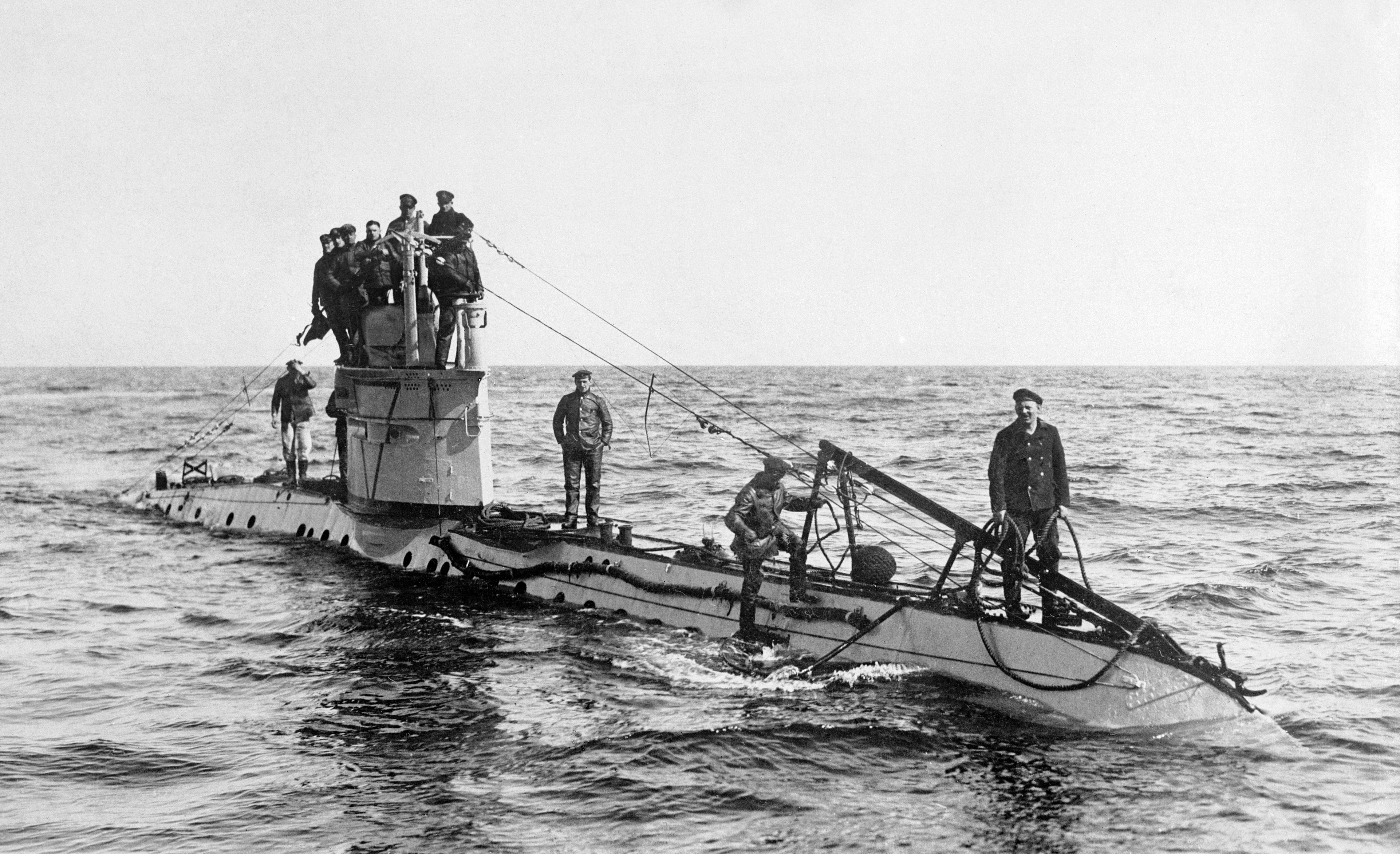
Tripulación de un sumergible alemán clase UC-1 en cubierta. Introducido en 1915, los sumergibles de esta clase fueron empleados como minadores

La aparición de campos minados en la costa oriental de Gran Bretaña en junio de 1915 fue desconcertante para la Royal Navy debido a que las aguas estaban muy pobladas de barcos y era casi imposible que barcos minadores se hubieran infiltrado en esas aguas así que se atribuyó inicialmente a los barcos de pesca neutrales. Sin embargo el 2 de julio quedó encallado en una de las playas el submarino SM UB-2 y cuando fue rescatado se encontró que el submarino estaba equipado con doce minas en seis rampas de lanzamiento.
El 21 de agosto el SM UB-5 se convirtió en el primer submarino minador en penetrar por el Canal, lanzando 12 minas en Boulogne, una de las cuales hundió el barco de vapor William Dawson ese mismo día. El UB-5 puso 6 minas más fuera de Boulogne y Folkestone el 7 de septiembre. Además se colocaron minas en la costa sureste con los submarinos SM UB-1, SM UB-3, SM UB-6 Y SM UB-7.

### Hundimiento del SSArabic

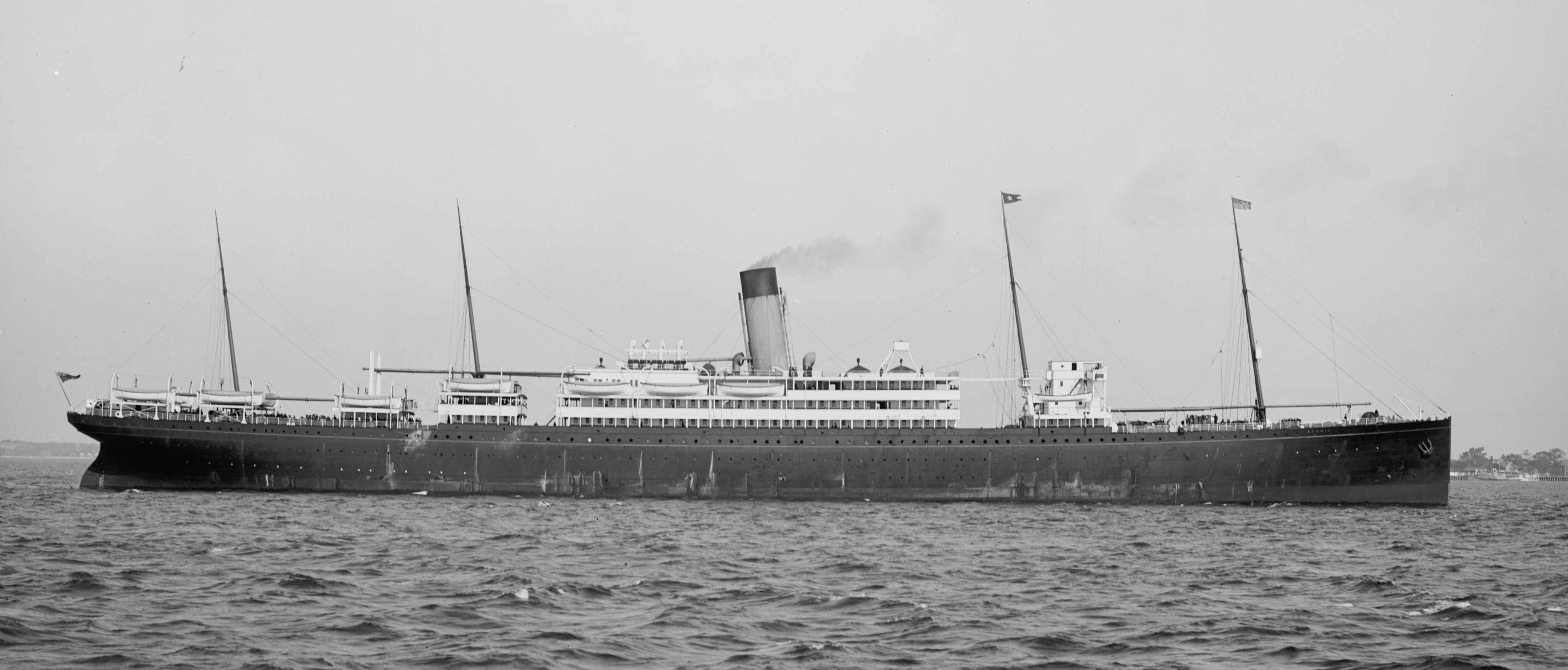
El SS Arabic en 1905

El 19 de agosto de 1915 el U-24 hundió el buque de línea de la White Star Line, SS Arabic, rumbo a Estados Unidos y a 50 millas (80 km) al sur de Kinsale. El submarino lanzó un único torpedo que afectó a la línea de popa, hundiéndose en 10 minutos, con la pérdida de 44 pasajeros y la tripulación de los cuales 3 eran estadounidenses. A raíz de la especulación de que los Estados Unidos podrían romper relaciones con Alemania, el 28 de agosto el canciller dio nuevas órdenes a los comandantes de los submarinos y transmitió a Washington. Entre las nuevas órdenes destacaba que hasta nuevo aviso todos los buques de pasajeros sólo podían ser hundidos después de la advertencia y el abandono de los pasajeros y tripulaciones. Esto resultó ser inaceptable para el Alto Mando Naval y el 18 de septiembre flotillas de alta mar se retiraron de la guerra contra el comercio.

### Operaciones en los Dardanelos
La marina alemana envió sus primeros submarinos al Mediterráneo en respuesta a la invasión anglo-francesa de los Dardanelos. Después se hizo evidente que sus aliados austrohúngaros no podían hacer mucho contra la Entente con su pequeña fuerza submarina que sin embargo resultó muy útil en la defensa del Adriático. Los primeros submarinos enviados, el U-21, dos barcos costeros y el U-7 y el U-8 tuvieron éxitos iniciales. El U-21 hundió los pre-dreadnought de la Royal Navy, HMS Triumph y HMS Majestic los días 25 y 27 de mayo respectivamente en su camino a Constantinopla pero se encontró con graves limitaciones en los Dardanelos donde un enjambre de pequeñas embarcaciones y la amplia red antisubmarina restringieron sus movimientos.
A finales de junio de 1915 los alemanes habían reunido 3 submarinos del tipo I en Pola, 2 de los cuales iban a ser transferidos a la Marina Austrohúngara. También fueron montados 3 del Tipo I para la colocación de minas submarinas pero se ordenó convertirlos en medios de transporte para llevar pequeñas cantidades de víveres al Imperio Otomano.

### Operaciones en el Mediterráneo
El Mediterráneo era un teatro atractivo para las operaciones del almiraltazgo alemán; una proporción significativa de las importaciones británicas pasaban por el Mediterráneo y su control era fundamental para el comercio francés e italiano. La mejor baza de Alemania era que los submarinos podrían operar con eficacia en él incluso en el otoño y en el invierno, cuando las malas condiciones climáticas del Atlántico obstaculizaban las operaciones en el Mar del Norte. Por último, el Mediterráneo ofrecía la ventaja de que los buques neutrales no se enfrentarían a los submarinos al contrario que los buques de Estados Unidos o los buques brasileños.

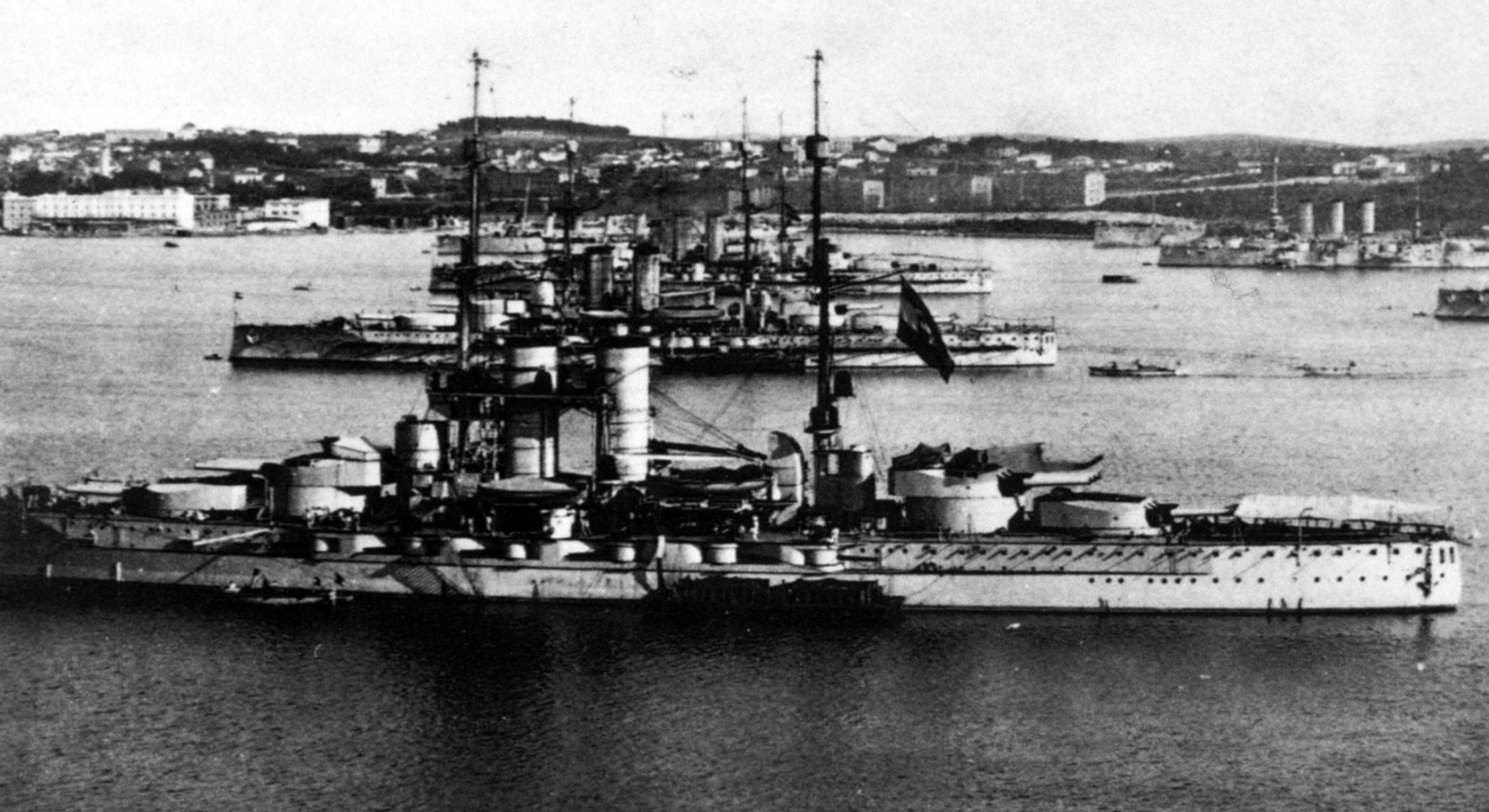
Dreadnoughts austrohúngaros en Pola, Imperio Austrohúngaro (actual Croacia), en 1915

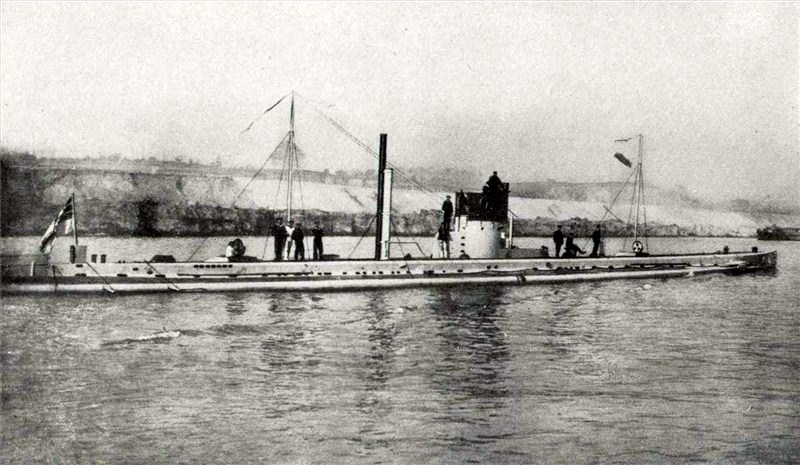
El submarino alemán U-9

Durante todo el verano los alemanes habían reunido una fuerza de 4 barcos en Cattaro para las operaciones contra el comercio en el Mediterráneo. La campaña se puso en marcha en octubre de 1915 cuando el SM U-33 y el SM U-39, seguidos más tarde por el SM U-35, recibieron la orden de atacar la zona de Salónica y Kavalla. Ese mes 18 barcos fueron hundidos haciendo un total de 63 848 toneladas. Se decidió ese mismo mes que más refuerzos debían ser llamados a reforzar la campaña, inmediatamente el SM U-38 se embarcó para Cattaro. Dado que Alemania no estaba todavía en guerra con el Reino de Italia los submarinos alemanes recibieron la orden de abstenerse de atacar las naves italianas en el Mediterráneo oriental, donde los italianos podrían esperarse una acción hostil sólo de submarinos alemanes. Cuando se operaba en el oeste, hasta la línea de Cabo Matapán, los submarinos alemanes navegaban bajo la bandera austrohúngara. Un hundimiento sin previo aviso hizo que esta política fuera adoptada ya que los grandes buques mercantes podrían ser atacados bajo la sospecha de ser transportes o cruceros auxiliares enemigos.
El almirantazgo alemán decidió también que los submarinos del Tipo II serían ideales para el servicio en el Mediterráneo. Dado que eran demasiado grandes para ser enviado en secciones por ferrocarril a Pola, como se hacía con el tipo I, se decidió enviar los materiales para su construcción y a los trabajadores alemanes. Esto se tradujo en una escasez de trabajadores para completar los submarinos que operarían en aguas alemanas, pero se vio como un sacrificio necesario gracias a los éxitos en el Mediterráneo en noviembre, cuando 44 barcos fueron hundidos haciendo un total de 155 882 toneladas. El total en diciembre bajó a 17 buques (73 741 toneladas) que era más de la mitad del tonelaje total hundido en todos los teatros de operaciones del momento.
En noviembre de 1915, el U-38 causó un incidente diplomático cuando hundió el barco italiano Ancona al mismo tiempo que navegaba (el submarino) bajo la bandera de Austria; la pérdida de 40 ciudadanos estadounidenses aumentaron la tensión, además el hundimiento se había realizado sin previo aviso, así que esta política fue abandonada hasta la reanudación de la guerra submarina sin restricciones en 1917. Otro submarino con falsa bandera, causó otro incidente en marzo de 1916 incidente que resultó decisivo en la decisión del Reino de Italia de declarar la guerra al Imperio Alemán en agosto de 1916.

### Contramedidas de los Aliados

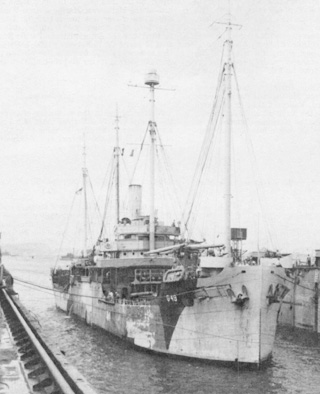
El USS Anacapa es un ejemplo de buque-Q, obsérvense sus cañones ocultos de 3"

Las contramedidas aliadas durante este período tuvieron un éxito desigual.
Medidas de defensa tales como armar a los buques mercantes o aconsejarles que al detectar un submarino fueran a embestirlo para así forzarlo a sumergirse fueron los más efectivos. De los buque armados para la autodefensa se pasó a armar a los buques con el fin de dedicarse a hundir a los submarinos; 2 submarinos fueron hundidos así en 1915. El siguiente paso fueron los Buques-Q armados y dotados de mecanismos para ocultar el armamento. Una variante de la idea era dotar a las pequeñas embarcaciones con una escolta de submarinos. En 1915 dos submarinos fueron hundidos por buques armados y 2 más por los submarinos que los acompañaban.
Otras medidas fueron menos efectivas, si bien se hicieron esfuerzos para utilizar redes para encontrar submarinos sumergidos y explosivos para destruirlos esta medida resultó muy ineficaz. También se intentó cerrar las rutas como la del Estrecho de Dóver con redes y campos de minas, la llamada Tromba de Dóver, establecer campos minados alrededor de las bases de submarinos, etc. Estas medidas requerían un enorme gasto de esfuerzo y de material razón por la que tuvieron poco éxito. Tan sólo 2 submarinos fueron hundidos por estas medidas en 1915.
Al comienzo de este período los británicos poseían una marina mercante de 21 millones de toneladas. En seis meses de guerra submarina sin restricciones los submarinos hundieron ¾ millones de toneladas de buques aliados, lo que apenas causó mella en la flota mercante británica que junto a la creación de nuevos barcos y la incautación de otros, había más que compensado esta pérdida. Este fracaso y las diversas restricciones impuestas a los U-Boote en la zona del Atlántico llevaron al fracaso de esta campaña aunque continuó mostrándose eficaz en el Mediterráneo y en otros lugares, donde había menos riesgo de ofender a los neutrales.

### Las cargas de profundidad
El uso de las carga de profundidad fue sugerido por primera vez en 1910 y se convirtió en práctico cuando la Royal Navy y su Comandante en Jefe y Almirante de la Flota, Sir George Callaghan, pidió su producción en 1914. El trabajo de diseño fue realizado por Herbert Taylor y la Escuela de Minas de Portsmouth que lograron desarrollar la primera carga de profundidad efectiva, el tipo D, estando disponible desde enero de 1916.
Los buques antisubmarinos llevaban en una primera fase sólo dos cargas de profundidad que eran lanzadas desde una rampa por la popa del buque. El primer éxito fue el hundimiento del SM U-68 en Kerry, Irlanda, el 22 de marzo de 1916 por el buque Farnborough. Alemania se dio cuenta de la existencia de las cargas de profundidad después de los ataques infructuosos del SM U-67 el 15 de abril de 1916 y del SM U-69 el 20 de abril. Los SM UB-29 y  SM UC-19 fueron los únicos submarino hundidos por cargas de profundidad durante 1916.

## La Flota de Alta Mar alemana; la lucha en el Mediterráneo, América y el Ártico (1916)

### Apoyo a la Flota de Alta Mar
En 1916, la marina alemana buscó una nueva manera de usar los submarinos para erosionar la superioridad numérica de la Royal Navy; se realizaron operaciones para atraer a la Royal Navy hacia una trampa submarina. Debido a que los submarinos eran mucho más lentos que los buques de superficie, estas operaciones requerían líneas de U-boote en patrulla que emboscarían a  la flota de combate enemiga cuando esta maniobrara hacia el señuelo.

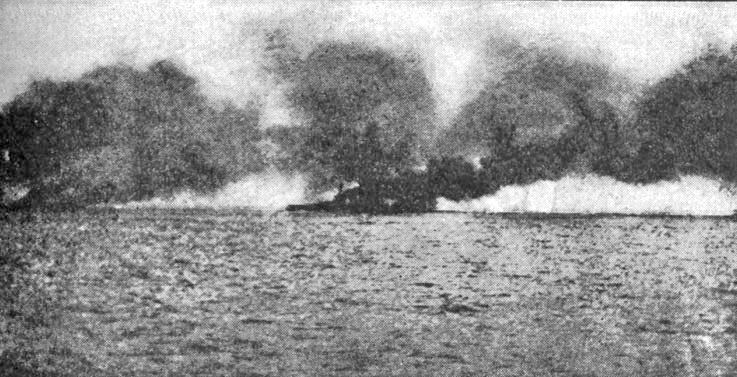
Imagen de la batalla de Jutlandia, vista del HMS Lion

Varias de estas operaciones se realizaron en marzo y abril de 1916, sin éxito. Irónicamente en el que acabaría siendo el mayor enfrentamiento naval de la guerra sólo intervinieron buques de superficie (Batalla de Jutlandia). En mayo de 1916 la participación de los U-boote fue casi nula; se reunieron las flotillas para su reorganización y solo participaron en pequeños combates casuales; ya no volvería a haber submarinos cerca de las zonas de conflicto. Una nueva serie de operaciones en agosto y octubre de 1916 fueron igualmente infructuosas y la estrategia fue abandonada en favor de la reanudación de la guerra contra el comercio.
Los británicos eran conscientes del riesgo de las trampas de los U-boote a la Royal Navy a pesar de que no tenían forma de saber dónde podrían encontrarse estas trampas. Sin embargo John Jellicoe había desarrollado una respuesta táctica al problema (que, en este caso, nunca fue probada). Frente a la flota alemana que se iba, él asumiría una trampa submarina y al negarse a seguir se desplazaría a alta velocidad hacia un lado para hacer que los submarinos salieran a la superficie para abrir fuego, momento en el que se les atacaría, pues estarían indefensos.

### Aguas del Mediterráneo
Durante 1916 continuó la guerra contra el comercio en el Mediterráneo. Las contramedidas aliadas fueron en gran medida ineficaces, los complejos acuerdos de cooperación entre las armadas dio como resultado diversos malentendidos y malas coordinaciones entre los aliados mientras que las mejores contramedidas contra la amenaza submarina eran muy ineficaces.

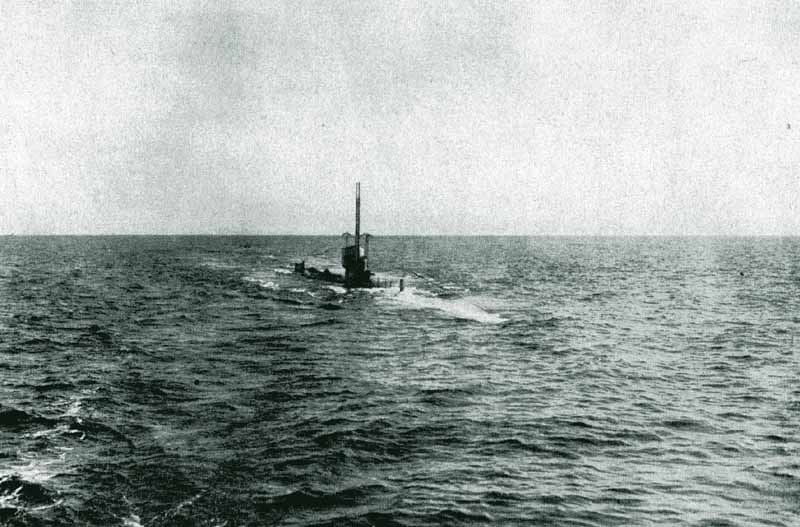
El U-35, el submarino comandado por el mayor as alemán de la guerra submarina, Lothar von Arnauld de la Perière

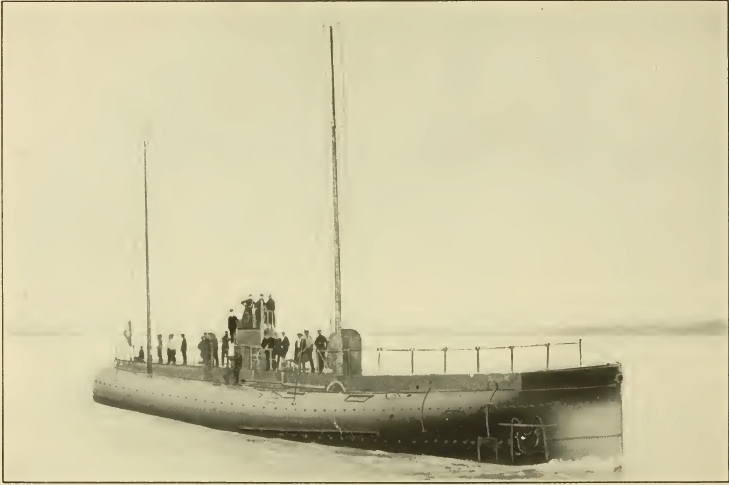
Fotografía de 1916 del submarino alemán Deutschland

Sólo dos submarinos fueron capturados en todo el tiempo que estuvieron en funcionamiento; mientras tanto los mercantes sufrieron enormes pérdidas. En 1916 los aliados perdieron 415 buques o un total del 1 045 058 toneladas, La mitad de todos los barcos aliados hundidos en todos los teatros durante toda la guerra.
Ocho de los doce ases submarinos servian en la flotilla Polar, entre ellos el comandante que más tonelaje había conseguido hundir, Lothar von Arnauld de la Perière.

### Aguas de América
En 1916 los alemanes completaron dos buques mercantes submarinos. El objetivo era utilizarlos para el transporte de mercancías de alto valor a las naciones neutrales, como los EE.UU, que todavía mantenían una estricta neutralidad y estaba preparado para el comercio con Alemania como con cualquier otra nación. El primero de estos buques, el Deutschland, navegó en el verano de 1916 y tuvo un impacto favorable en la opinión pública de EE.UU. Este buque hizo un segundo viaje en otoño de ese mismo año con un gran éxito. Su hermano, el Bremen, fue menos afortunado pues desapareció en su viaje inaugural siendo la causa de su pérdida aún desconocida.
Una impresión menos favorable causó el SM U-53 comandado por Hans Rose. Después de repostar en Newport, Rhode Island, Rose atacó a buques aliados en la costa de Canadá y los Estados Unidos. Aunque este se encontraba en aguas internacionales y Rose siguió escrupulosamente el derecho internacional la acción fue vista como una afrenta a los EE.UU, sobre todo cuando los buques de guerra de EE. UU. se vieron obligados a permanecer al margen mientras que los buques mercantes eran hundidos a escasa distancia.

### Aguas del Ártico
En el otoño de 1916 los submarinos de la flotilla de alta mar atacaron buques con destino al Imperio Ruso. Cinco submarinos operaban en el Mar de Barents entre Cabo Norte y Kola. Además, dos barcos de la clase U-1 colocaron minas, estableciendo campos minados en el Mar Blanco. Estos submarinos lograron hundir 34 buques (19 de ellos de Noruega).

## Reanudación de la guerra submarina sin restricciones (1917)

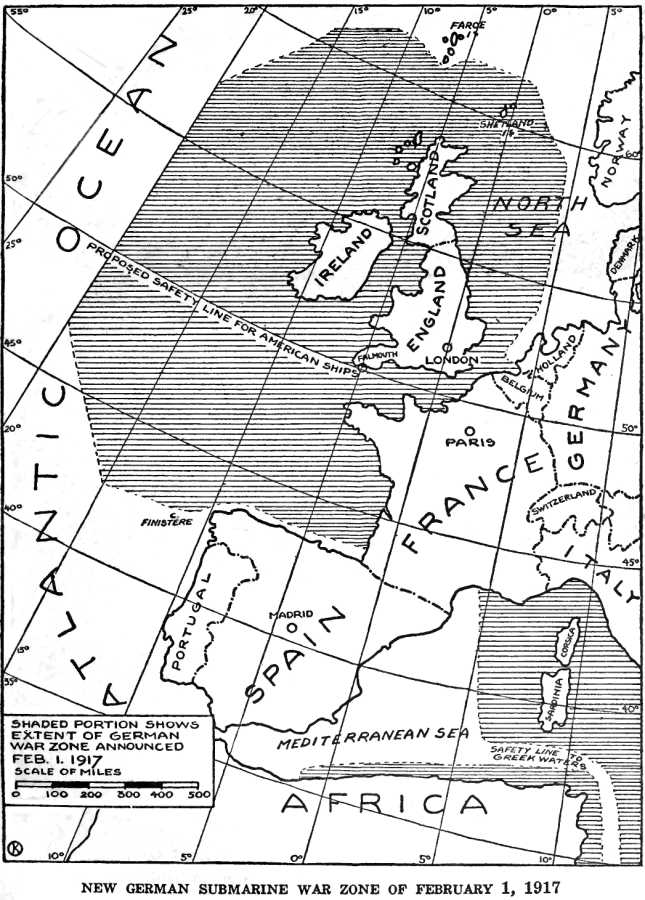
Nuevas zonas de guerra decretadas por Alemania para su guerra submarina sin restricciones de 1917

El 22 de diciembre de 1916 el almirante Reinhard Scheer propuso sitiar y bloquear de nuevo al Reino Unido de Gran Bretaña e Irlanda con el hundimiento mensual de 600 000 toneladas en barcos hundidos por mes; esta propuesta se sostenía sobre la base de un estudio de febrero de 1916 elaborado por Richard Fuss que había postulado que si la marina británica se hundía a un ritmo tal que el Reino Unido no pudiera reemplazar los barcos hundidos, esta se rendiria en seis meses, mucho antes de que los estadounidenses pudieran entrar en la guerra de manera activa. Scheer estaba tan seguro de esta nueva estrategia que aseguró al Káiser:

Doy mi palabra a Vuestra Majestad como oficial que soy, que ni un estadounidense aterrizará en el continente.

El 9 de enero de 1917, el Káiser se reunió con el canciller Bethmann Hollweg y los líderes militares en Schloss Pless para discutir las medidas para resolver la cada vez más sombría situación del Imperio Alemán en la guerra. Su campaña militar en Francia se había estancado y con las divisiones aliadas superando en número a los alemanes por 190 a 150, había una posibilidad real de una exitosa ofensiva aliada. Mientras tanto la marina alemana estaba bloqueada en su puerto de Kiel y el bloqueo británico, que había causado una escasez de comida, estaba provocando muertes por desnutrición. El personal militar instó al Káiser a dar libertad de acción a la flota de submarinos contra los envíos al Reino Unido, Hindenburg asesoró al Káiser de que:
La guerra debe llevarse a su fin por cualquier medio, tan pronto como sea posible.
El Káiser Guillermo II firmó la autorización para reanudar el 1 de febrero de 1917 la guerra submarina sin restricciones contra el Reino Unido de Gran Bretaña e Irlanda. El canciller Hollweg, que se había opuesto a esta decisión, dijo:

Alemania está acabada.

Alemania tenía 105 submarinos listos para entrar en acción el 1 de febrero de 1917; 46 pertenecían a la Flota de Alta Mar, 23 estaban en Flandes, 23 en el Mediterráneo, 10 en el Mar Báltico y 3 en Constantinopla. Además, la industria alemana tenía aún capacidad de suministrar otros 120 submarinos para reemplazar a los hundidos. La campaña en sus principios fue un éxito rotundo: entre febrero y marzo se hundieron al mes cerca de 500 000 toneladas, 860 000 en abril, mes en el hubo tantas pérdidas de barcos que las reservas de trigo del Reino Unido se redujeron a una duración máxima de 6 semanas. En mayo las perdidas fueron de 600 000 toneladas y en junio de 700 000; en todos estos meses Alemania sólo había perdido 9 submarinos.
Al empezar esta nueva guerra submarina el 3 de febrero de 1917, el presidente estadounidense Wilson, rompió relaciones con el Imperio Alemán y declaró la guerra el 6 de abril de ese mismo año.

### Respuesta aliada
La nueva política de guerra submarina sin restricciones fue inicialmente un éxito. En enero de 1917, antes de comenzar esta nueva estrategia, Reino Unido perdió 49 buques; en febrero, cuando empezó la guerra sin restricciones, la cifra aumentó a 105 y en marzo a 147. Esto suponía que más de uno de cada cuatro buques con destino a las islas británicas era hundido.

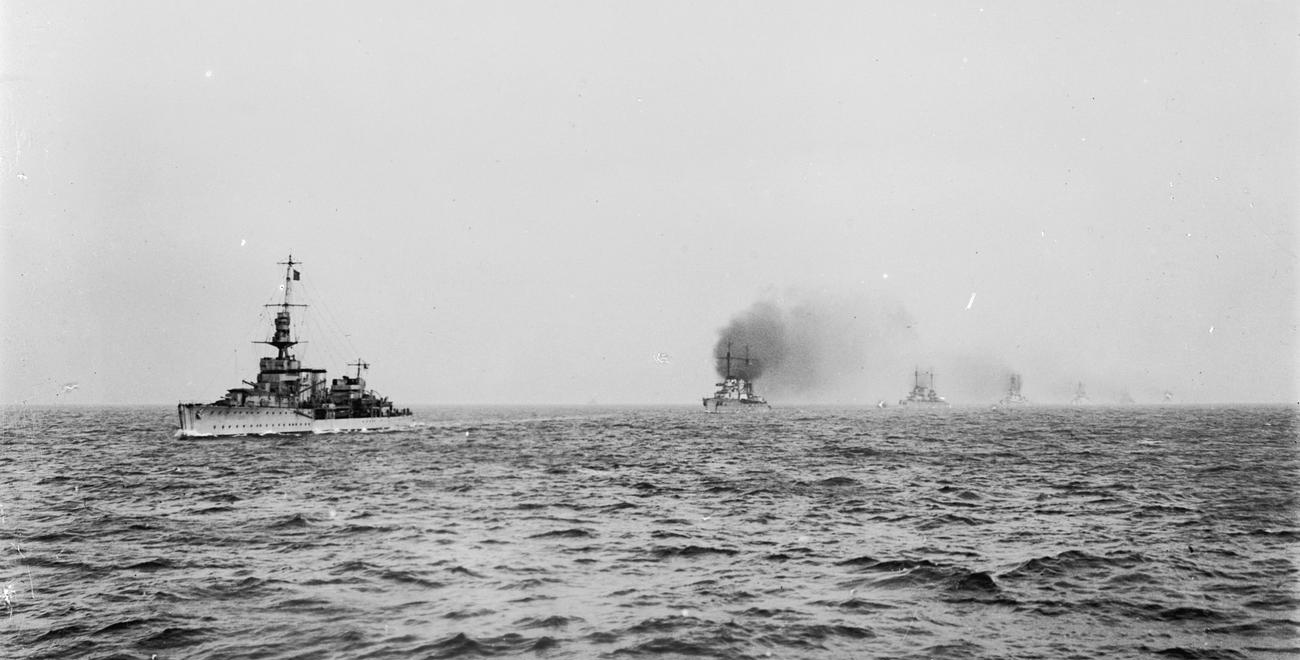
Barcos de guerra de la Flota de alta Mar alemana

El almirantazgo británico no pudo responder con eficacia a la ofensiva alemana. A pesar del éxito y la seguridad que habían demostrado los convoyes de tropas al principio de la guerra, el almirantazgo se negó a instaurar este sistema ya que consideraba que ralentizaba a los barcos y que no daba ninguna seguridad adicional. Esta medida fue rechazada e incluso ridiculizada por capitanes, almirantes y marineros, hasta que el 27 de abril de 1917 el almirantazgo aprobó el sistema de convoyes; el primero salió hacia Gibraltar el 10 de mayo. En abril un contralmirante estadounidense, William Sims, llegó a Londres. Quedó consternado al ser informado por los británicos de que el Imperio Alemán ganaría la guerra si los submarinos seguían operando de esta manera.

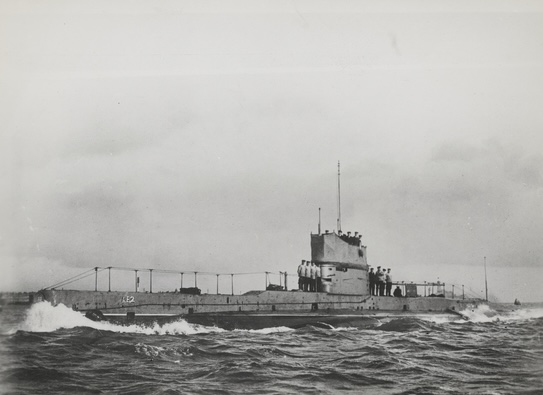
El submarino australiano AE2 durante la Primera Guerra Mundial

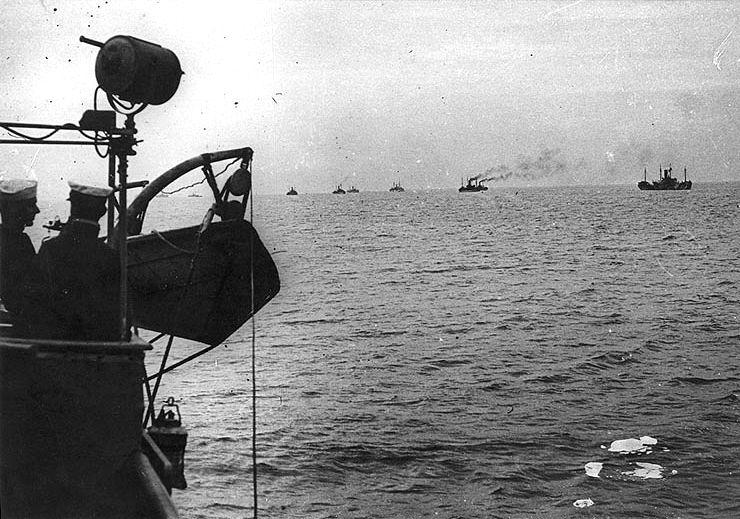
Un convoy aliado cruzando el Atlántico fotografiado el 1 de noviembre de 1918 desde el USS Rambler

Otro de los países que más sufrió el azote de los submarinos fue Brasil; muchos de sus mercantes con rumbo a Gran Bretaña eran hundidos lo que llevó a que la marina de guerra de ese país patrullara a lo largo de las rutas seguidas por sus mercantes. Esta medida sólo hizo que los barcos brasileños se adentraran en zonas patrulladas por los submarinos lo que le hizo perder muchos barcos. Por esta y otras razones Brasil también declaró la guerra a las Potencias centrales.
Entre mayo y junio se estableció un sistema regular de convoyes trasatlánticos, debido a esto a partir de julio las pérdidas mensuales no volvieron a superar las 500 000 Toneladas; aun así se mantuvo por encima de las 300 000. El sistema de convoyes fue un éxito inmediato, además ahuyentó a los submarinos, que se dirigieron a atacar a presas más fáciles; también elevó el número de submarinos destruidos, elevándolos de 5 a 10 submarinos hundidos al mes. Alemania respondió intentando aumentar la producción de submarinos y paralizando la construcción de varios buques de superficie, sin embargo la producción no pudo ser aumentada, debido a la escasez de materias primas.

### Las primeras acciones navales de Estados Unidos
Varios combates no concluyentes se produjeron durante la Primera Guerra Mundial. Hoy se sabe que la Armada de Estados Unidos fue responsable del hundimiento de dos a cuatro submarinos durante su etapa de neutral. El 15 de octubre de 1917 un destructor estadounidense fue severamente dañado por un torpedo de un submarino alemán, el submarino siguió hostigando a la Marina de EE.UU hasta que abandonó por los disparos recibidos.

## El último año (1918)

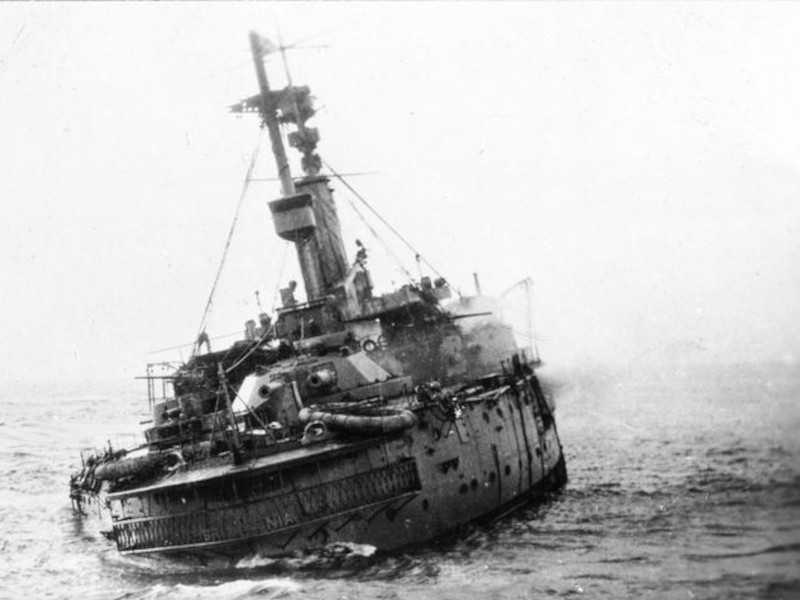
Vista del HMS Britannia tras haber sido torpedeado el 9 de noviembre de 1918

A finales de 1917, las pérdidas de buques aliados ascendían a más de 6 millones de toneladas para el conjunto del año. Sin embargo las pérdidas habían descendido a alrededor de 300 000 toneladas y nunca volvería a los niveles de la primavera de 1917; fue entonces cuando las pérdidas aliadas salieron de niveles críticos, en cambio las pérdidas de U-Boote aumentaron alarmantemente y solo en los últimos tres meses de 1917 se perdieron 61 submarinos, casi la mitad de la flota submarina.
La respuesta lógica al sistema de convoyes, que concentraba sus fuerzas en la defensa, pasaba por concentrarse de manera similar en la fuerza ofensiva. Los U-Boote no tuvieron éxito durante la Primera Guerra Mundial en el desarrollo de una estrategia contra los convoyes; se intentó operar en grupo, pero en mayo de 1918 un grupo de seis submarinos se encontraron con un convoy y a pesar de que los submarinos consiguieron hundir tres barcos, el grupo perdió dos submarinos. Se demostró entonces que no sólo los U-boote no habían conseguido ejercer un control eficaz sobre las rutas marinas, sino que sus pérdidas aumentaban mes a mes.

### U-Boote
Al final de la guerra el alto mando alemán decidió llevar la guerra submarina hacia la costa de los EE.UU usando los grandes submarinos del Tipo U-151 basados en el Deutschland, que llevaba 2 tubos lanzatorpedos equipados con 18 torpedos y dos cañones de 105 mm en cubierta teniendo además una autonomía de alrededor de 46 300 kilómetros (25 .000 millas náuticas). En 1916 habían sido construidos siete, originalmente como grandes U-boote mercantes para el envío de material hacia y desde distintos puntos de Alemania, 6 fueron reacondicionados para la guerra submarina en 1917. Fueron los submarinos más grandes de la Primera Guerra Mundial.

### Campaña estadounidense
El 14 de abril de 1918, el SM U-151 partió del puerto de Kiel al mando de Heinrich von Nostitz. Su misión era atacar a los barcos estadounidenses; el 21 de mayo, llegó a la bahía de Chesapeake donde colocó minas en el cabo de Delaware además de cortar los cables telegráficos sumergidos que unían Nueva York con Nueva Escocia. El 25 de mayo hundió 3 buques y el 2 de junio de 1918, fecha conocida por algunos historiadores como Domingo Negro, el U-151 hundió seis buques y dañó a otros dos. 13 personas murieron en todos estos naufragios. El 20 de julio tras una travesía de 94 días y el hundimiento de 23 buques (61 000 toneladas), además de la colocación de algunas minas, el submarino puso rumbo a Kiel cubriendo una distancia total de 17 566 km.
Alentados por los éxitos del U-151, el SM U-156 o el SM U-117 y algunos otros submarinos como el SM U-140 fueron enviados a misiones similares pero en ese momento Estados Unidos ya estaba listo para ello, prueba de ello fue cuando cerca de la costa estadounidense el submarino U-156 se hundió tras golpear una mina. A pesar de que la eficacia de estas misiones se estaba reduciendo, cuando acabó la guerra otros 3 submarinos estaban en ese momento cruzando el Atlántico.

### Contramedidas Final

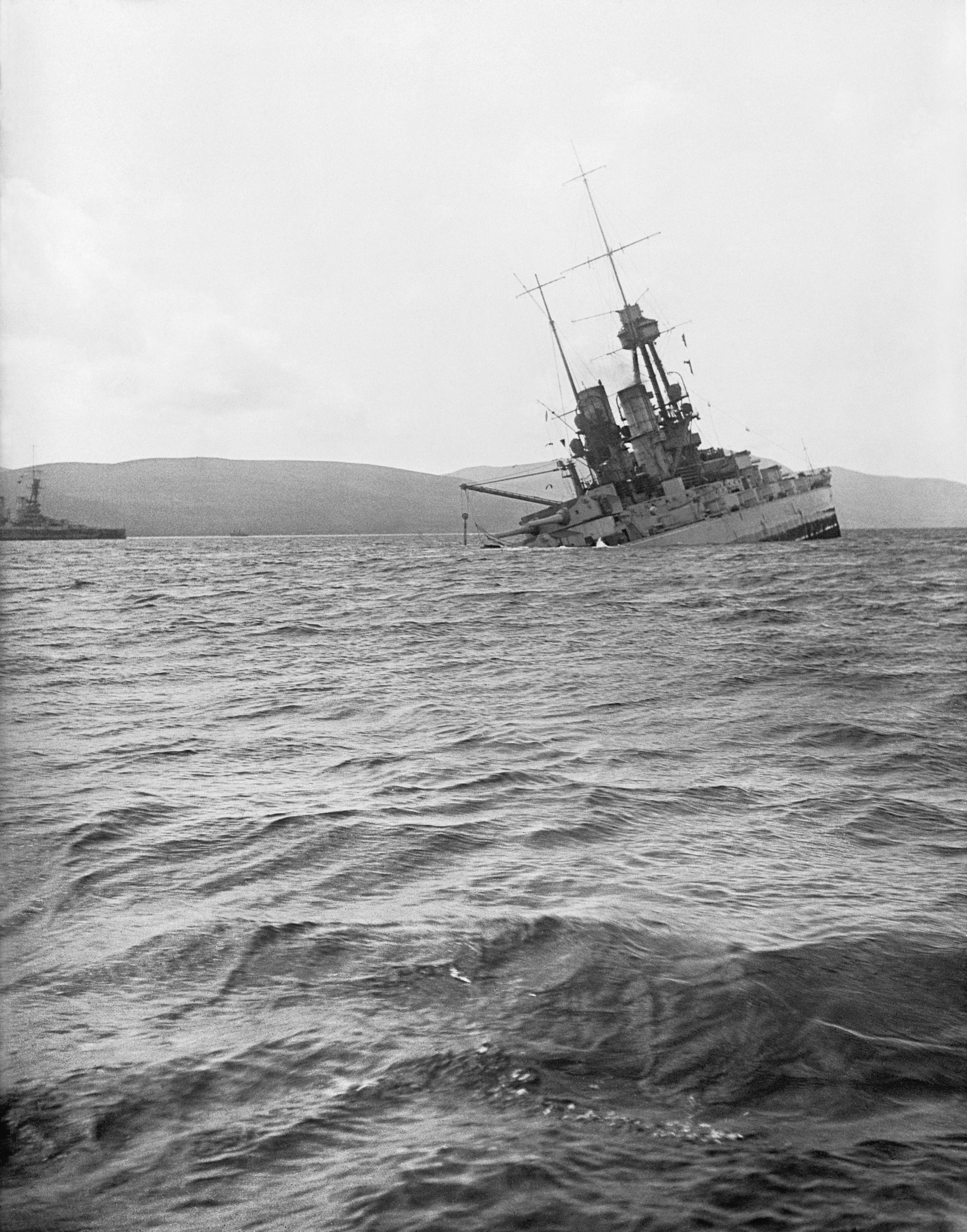
El acorazado alemán SMS Bayern se hunde en la base británica de Scapa Flow tras haber sido echado a pique por su propia tripulación tras la rendición alemana y el internamiento de su flota (ver hundimiento de la flota alemana en Scapa Flow)

En 1918 las medidas de los aliados contra los submarinos por fin se habían vuelto eficaces:
Las aeronaves comenzaron a jugar un papel cada vez más eficaz en la vigilancia de grandes áreas. Si bien tuvieron poco efecto cuando se atacaba (sólo un U-Boote fue confirmado como hundido por los ataques aéreos) la presencia de aviones obligaba al submarino a bucear, quedarse ciego e inmóvil y arriesgarse a ser detectado al salir a la superficie. Durante 1918 no hubo convoyes escoltados por las patrullas aéreas; solo se perdió un barco y los U-boote se vieron obligados cada vez más a operar en la noche o más allá del alcance de las aeronaves.
En 1918 la USN se embarcó en un plan gigantesco para crear una barrera a través de las rutas de salida del Mar del Norte. Se pensó en la colocación de más de 70 000 minas en el verano de 1918. De septiembre a noviembre de 1918, seis submarinos fueron hundidos por esta medida.
La RN también desarrolló el submarino de la clase-R, diseñado como un buque cazador con una alta velocidad bajo el agua y un sistema de hidrófonos muy sofisticados. Estos llegaron demasiado tarde para entrar en acción.
A finales del año, las pérdidas de buques aliados fueron de 2 y ¾ millones de TRB para el conjunto del año, el arma submarina perdió 69 submarinos en 1918, su peor año.

### Participación estadounidense en el Mar Mediterráneo
Durante la Gran Guerra, la Armada de Estados Unidos fue desplegada en el Atlántico y el Mediterráneo con el objetivo principal de luchar contra los submarinos alemanes y escoltar a los convoyes. Muchas fueron las escaramuzas que se dieron en el Mediterráneo aunque sólo se produjo una acción importante. Un crucero auxiliar de Estados Unidos dañó gravemente un submarino durante una acción el 4 de abril de 1918. Como resultado, los alemanes navegaron directamente rumbo a España para hundir el crucero. Cazadores de submarinos estadounidenses también participaron en una batalla contra las fuerzas austro-húngaras durante la guerra. Aunque la participación estadounidense en el Mediterráneo se dio originalmente como una lucha orientada casi exclusivamente a la lucha contra los submarinos, también hubo batallas entre acorazados o grupos de destructores.

## Participación japonesa
A partir de abril de 1917, el Imperio Japonés, un aliado del Reino Unido, envió un total de 14 destructores al Mediterráneo. Eran buques anclados en Malta que jugaron un papel importante en la escolta de convoyes para protegerlos contra los submarinos enemigos. Los barcos japoneses fueron muy efectivos en patrullas y actividades antisubmarinas. Durante este tiempo 9 submarinos de la marina Austro-húngara fueron hundidos, 5 fueron hundidos por unidades de la marina italiana (el U-13, el U-10, el U-16, el U-20, Y el U-23), uno por las unidades francesas (el U-30) y otro por unidades de la Royal Navy (el U-3) mientras que ninguno fue hundido por la armada japonesa, que perdió un destructor, el Sakaki, torpedeado por el U-27.

## Participación brasileña
El 21 de diciembre de 1917 el gobierno británico pidió que una fuerza naval brasileña se uniera a los combates. El gobierno británico pidió además, que ésta estuviera bajo control de la Real Armada Británica; Brasil envió un escuadrón integrado por los cruceros Río Grande do Sul y Bahía, los destructores Paraíba, Río Grande do Norte, Piauí, y Santa Catarina, el barco de apoyo Belmonte y el remolcador de alta mar Laurindo Pitta; estos barcos formaron la denominada División Naval de operaciones de guerra (Divisão em Operações Naval de Guerra). El DNOG zarpó el 31 de julio de 1918 del puerto Fernando de Noronha hacia Sierra Leona, Llegando a Freetown el 9 de agosto y a Dakar el 23 de agosto. En la noche del 25 de agosto la división creía que había sido atacada por un submarino cuando el crucero auxiliar Belmonte avistó lo que parecía ser un torpedo. Según se informó se trataba de un submarino alemán que estaba a poca profundidad y disparó, entonces el destructor Río Grande do Norte lo disparó y lo hundió, aunque este hundimiento nunca fue confirmado.
El DNOG patrulló en Cabo Verde hasta que el 3 de noviembre se embarcó de nuevo rumbo a Gibraltar a donde llegó el 10 de noviembre de 1918; llegó toda la flota salvo los destructores Rio Grande do Sul, Norte y Belmonte, que se quedaron.

## Desenlace final

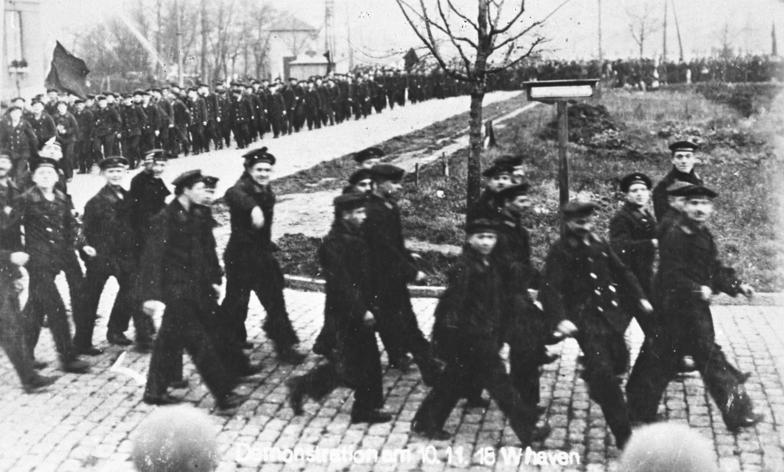
Marineros alemanes sublevados desfilando en 1918 durante el levantamiento en Kiel

En 1918, las pérdidas de U-boote habían llegado a niveles inaceptables, y la moral de sus tripulaciones se había deteriorado drásticamente. Durante el otoño se hizo evidente que las potencias centrales no podían ganar la guerra. Los aliados insistieron en que una condición previa esencial antes de cualquier armisticio, era que Alemania entregara todos sus submarinos. El 24 de octubre de 1918 todos los submarinos alemanes recibieron la orden de cesar las operaciones y regresar a su puerto. Los aliados estipularon que todos los submarinos en óptimas condiciones de navegación debían ser entregados. El último papel significativo desempeñado por los submarinos en la Primera Guerra Mundial fue el levantamiento inicial y posterior supresión del motín naval alemán de octubre de 1918, cuando se declaró que se dispararía a cualquier buque o submarino alemán que enarbolara la bandera roja.